# Gauloises
A Gauloises (kiejtése: goloáz) egy 1910-ben született cigarettamárka. Franciaországból származik, az Altadis nevű vállalat védjegye. A Gauloises a francia öntudat jelképe, csakúgy, mint a bordeaux-i bor, a svájcisapka vagy a fehér zászló. .

## A cigaretta
A hagyományos Gauloises rövid, széles, füstszűrő nélküli termék volt, sötét szíriai és török kapadohányból készült, amelyek megadták az erős, jellegzetes ízét. Néhány nem dohányzó ezt az égő kátrányhoz hasonlította.

## Márkatörténet
Már a márka elnevezése is érdekes. Eredetileg Hongroises (magyar nők) néven forgalmazták, de az akkori állami tulajdonú dohánycég olyan nevet keresett, amely a gallokra emlékeztetve a francia hazafiságot idézi fel a fogyasztókban. Ezért 1925-ben a márka nevét Gauloises-ra változtatták. Franciaországban kedvelt szófordulat a la langue gauloise, egy mitológiai út, amelyen a gallok ellenálltak a római hegemóniának – a modern irodalomban ezen hősök közé tartozik például Asterix is. A márka elnevezése tehát francia, és a termék Franciaországban a hősiesség és a patriotizmus megtestesítője volt. Még a világháborúk közti Franciaországban is a hazaszeretettel azonosították a Gauloises cigaretták használatát.
A márka elengedhetetlen részese lett a lövészárkokban fekvő francia harcosok és a Vichy-Franciaország ellen harcoló szabadságharcosok eszményi képének. A háború alatt a cigarettát a katonák reggelijének is nevezték, ezek a dohányrudacskák komfortosabbá tették az amúgy embertelen körülmények között harcolók életét, és kifejezte a katonák és a munkások erőfeszítéseit a harcok érdekében.
A márkát kapcsolatba hozhatjuk a háborús művészettel (például Pablo Picassóval) és az értelmiségi réteggel, például Jean-Paul Sartre-ral, Albert Camus-vel és Serge Gainsbourg-ral. George Orwell is megemlíti a Csavargóként Párizsban, Londonban című művében, hogy ő is ezt a terméket szívta. Számos írót és művészt is megihletett a Gauloises és Franciaország romantikus társítása. Ez a márka bukkan fel Roman Polański filmjében, A bérlőben is.
A Gauloises a nemzeti jó érdekében tett erőfeszítések jelképévé is vált: a Gauloises eladásából befolyt haszon egy részét a Régie Française des Tabacs nevű szervezet kapja. Ez egy kormányzati-civil együttműködés, mely a dohánytermékek használatát ellenőrzi, és szociális célokat is támogat. A cigaretta dobozán megjelenő kék szín is a francia zászlóban található kék színt használja.

## Jogi környezet
A cigarettát a Seita nevű cég gyártotta, de az 1999-es év határkőnek bizonyult. A jogi nehézségek felszínre kerültek, amikor a francia egészségbiztosítási alap 51,33 millió francia frankos pert indított négy cigarettagyártó vállalat – köztük a Seita – ellen, a dohányzással összefüggő betegségekre fordított egészségügyi kiadások miatt. Ezt követte egy újabb per, amelyet a néhai kemény dohányosok családtagjait tömörítő szervezet és egy francia megyei egészségbiztosító, a Caisse Primaire d'Assurance Maladie indított, hogy kártérítést kapjanak a dohányzás miatt jelentkező jelentős egészségügyi kiadások miatt. Emiatt a márka menedzsmentje felhatalmazta az Altadist, hogy hozzon létre egy francia–spanyol együttműködést, hogy az új cég folytathassa a termékek gyártását és a nemzetközi forgalmazást. Így egyesült a francia Seita és a spanyol Tabacalera dohánycég. Ez az új vállalat már szembehelyezkedhetett a jogi követelésekkel.
Mivel Franciaország és Spanyolország is tagja az Európai Uniónak, a cég magaviseletét a dohányzás elleni harcnak kell kötelezően meghatároznia. Franciaországban minden harmadik ember dohányos, és a 65. év felettieknél a rák a vezető halálok. Törvény írja elő, hogy cigaretták csomagolásán fekete-fehér, a dohányzás káros hatásait ismertető felirat legyen, amivel megbomlik az eddig teljesen kék csomagolás egyedisége. Rendeleteket hoztak, melyek szerint a munkahelyeken és a zárt közterületeken tilos a dohányzás.

## Újabb fejlemények
2005 szeptemberében az Altadis a kereslet csökkenése miatt a franciaországi gyártást beszüntette, a Gauloisest (és testvérmárkáját, a Gitanes-t) Spanyolországban gyártják. A korábban lille-i illetőségű dohánycég gyárát bezárták, 400 dolgozóját elbocsátották. Az értékesítés legnagyobb részét ma is Franciaországban bonyolítják, csupán az előállítás nem francia illetőségű.